# Impetigo

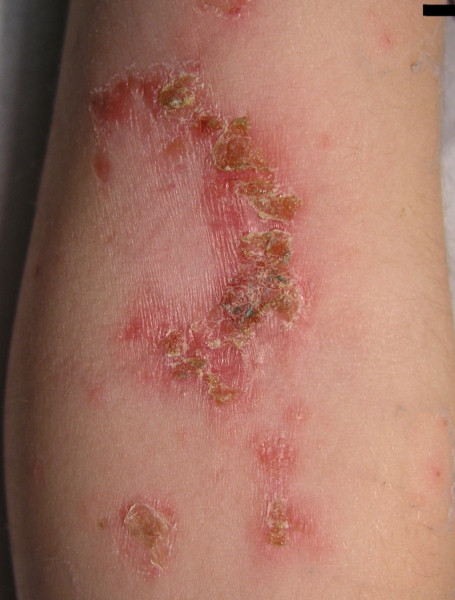
Leziuni de impetigo

Impetigo este o infecție a pielii, care determină apariția unor vezicule roșii care se pot sparge, secretă lichid și dezvoltă o crustă galbenă maronie. Aceste vezicule pot să apară în orice parte a corpului dar cel mai frecvent apar în jurul gurii și nasului.
Impetigo este una din cele mai frecvente infecții la copii dar poate să apară și la adulți. Boala este contagioasă și poate fi răspândită prin contact personal, prin folosirea acelorași prosoape, lenjerii, haine, jucării sau a altor obiecte. Veziculele pot fi răspândite în alte părți ale corpului prin grataj.
Unguentele cu antibiotice aplicate direct pe zonele infectate vindecă de obicei impetigo-ul. Uneori poate fi necesar un tratament oral cu antibiotice.

## Cauze
Impetigo este determinat de două tipuri de bacterii: streptococul sau stafilococul. De cele mai multe ori, aceste bacterii pătrund în organism prin zonele în care pielea este lezată din cauza altor afecțiuni cum ar fi eczema, leziunile determinate de plante otrăvitoare, înțepături de insecte, varicelă, arsuri sau tăieturi. Copiii pot dezvolta impetigo după gripă sau alergii care irită pielea de la baza nasului. Cu toate acestea, impetigo se poate dezvolta și la nivelul pielii sănătoase.

## Simptome
Impetigo poate fi prezent când există următoarele leziuni:
- vezicule pe piele, în special în jurul nasului și gurii: inițial leziunile apar ca niște pete mici, roșii, apoi apar veziculele care, eventual, se pot sparge; aceste leziuni nu sunt dureroase, dar pot fi pruriginoase.
- vezicule care secretă lichid sau au cruste: veziculele arată ca și cum ar fi fost acoperite cu miere sau zahăr brun.
- veziculele cresc în dimensiuni și ca număr: leziunile variază în dimensiuni de la mărimea unui comedon (coș) până la mărimea unei monede.

## Tratament

### Profilaxie
Se evită contactul cu persoanele cu impetigo până când infecția s-a vindecat. Se evită de asemenea folosirea acelorași prosoape, perne, lenjerie, haine, jucării sau a altor obiecte cu persoana infectată. Dacă este posibil, aceste obiecte vor fi spălate în apă fiartă înainte de a fi folosite.
Gratajul leziunilor la copilul cu impetigo înlesnește răspândirea infecției în alte regiuni ale corpului și, de asemenea, la alte persoane. Gratajul poate fi prevenit prin acoperirea zonelor infectate. Menținerea unei igiene corespunzătoare a mâinilor copilului împiedică răspândirea infecției.
Copilul care prezintă o tăietură sau o înțepătură de insectă va fi tratat local cu unguent cu antibiotic pentru a preveni apariția unui impetigo.

### Tratament curativ
Impetigo este tratat cu antibiotice. În cazurile ușoare, medicul va prescrie unguent cu antibiotic pentru aplicații locale. În cazurile severe, medicul va prescrie tratament antibiotic oral. După 3 zile de tratament, starea pacientului se ameliorează. Copilul cu impetigo se poate întoarce la școală după 48 de ore de tratament. Dacă tratamentul cu antibiotic oral sau cu unguente este aplicat corect, leziunile se pot vindeca complet într-o săptămână. Porțiunea de pielea cu leziuni va fi spălată ușor cu apă de 3 ori pe zi înainte de aplicarea unguentului. Dacă veziculele au crustă, acestea vor fi înmuiate în apă caldă timp de 15 minute, apoi îndepărtate ușor cu o cârpă moale și șterse pentru a usca leziunile respective. 
Infecția poate fi răspândită în alte părți ale corpului prin grataj. Gratajul poate fi împiedicat prin tăierea unghiilor și prin acoperirea zonelor lezate cu bandaje.
Medicul va fi anunțat în cazul în care impetigo-ul nu s-a ameliorat după 3 sau 4 zile de tratament sau dacă apar alte semne ale infecției cum ar fi febra, accentuarea durerii, tumefierea, căldura, roșeața sau apariția puroiului în zona infectată.